# Paullus Fabius Persicus
Paullus Fabius Persicus war ein römischer Senator in der frühen Kaiserzeit.
Paullus Fabius Persicus entstammte den altpatrizischen Fabiern, die mit den Aemiliern, Claudiern, Corneliern und Valeriern zu den fünf großen Häusern des römischen Patriziats gehörten. Er war der Sohn des Konsuls 11 v. Chr., Paullus Fabius Maximus, und der Marcia, Tochter des Lucius Marcius Philippus, einer Cousine des Augustus.
Paullus Fabius Persicus wurde etwa 1 n. Chr. geboren. Entsprechend seiner hohen Abkunft wurde er bereits im Jahre 15 in der Nachfolge seines Vaters in die vornehme Priesterschaft der Arvalbrüder kooptiert. Er wurde Quaestor Augusti des Kaisers Tiberius und zum frühestmöglichen Zeitpunkt (für Patrizier war ein Mindestalter von 33 Jahren vorgeschrieben) im Jahre 34 ordentlicher Konsul für die Zeit vom 1. Januar bis zum 30. Juni. Vermutlich 43/44 war er Prokonsul der Provinz Asia und regelte auf Veranlassung des Kaisers Claudius Missstände in der Finanzverwaltung des Artemisions und der Stadt Ephesos.
Unter dem Kaiser Claudius war Paullus Fabius Vorsitzender der Kuratoren für die Tiberregulierung (curatores ripae et alvei Tiberis). Der Kaiser erwähnte ihn in seiner inschriftlich erhaltenen Rede über Bekleidung von Ämtern durch Gallier. Er bekleidete auch die Priesterämter eines sodalis Augustalis und eines Pontifex.
Paullus Fabius Persicus soll Seneca zufolge ein ausschweifendes Leben geführt haben. Da er seit 55 n. Chr. nicht mehr in den Akten der Arvalbrüder erscheint, muss er um diese Zeit gestorben sein.